# ميلاني بنجامين
ميلاني بنجامين (بالإنجليزية: Melanie Benjamin)‏ هي كاتِبة أمريكية، ولدت في 24 نوفمبر 1962 في إنديانابوليس في الولايات المتحدة.